# Chökyi Gyalpo
Chökyi Gyalpo (Tíbet, 13 de febrero de 1990) es, según el gobierno de la República Popular de China, el undécimo Panchen Lama, líder budista y segundo en jerarquía de la escuela Gelug del budismo tibetano después del dalái lama, Gyalpo sin embargo no es reconocido como Panchen Lama internacionalmente. Gyalpo es también vicepresidente de la Asociación Budista de China.

## Biografía
Tras la muerte del décimo Panchen Lama las autoridades religiosas tibetanas encabezadas por Tenzin Gyatso, el decimocuarto dalái lama, declaró al niño de seis años Gendun Chökyi Nyima como nuevo Panchen Lama en 1995. Las autoridades chinas no lo aceptaron y el niño fue apresado junto con su familia por el gobierno Chino. Esto le valió ser considerado durante su niñez como el prisionero político más joven del mundo. Por su parte, las autoridades del gobierno declararon que tanto Gendun Chökyi Nyima como sus padres se encuentran libres y bajo una identidad falsa a fin de proteger su privacidad.
Gyalpo nació en la localidad de Lhari, Tíbet, hijo de dos miembros del Partido Comunista Chino. Gyalpo fue preparado como tradicionalmente en filosofía budista y otros estudios propios del cargo de Panchen Lama. El gobierno chino lo presentó como "la cara internacional del budismo tibetano", aunque en general su reconocimiento es bastante limitado fuera de China. Gyalpo fue uno de los anfitriones del Foro Mundial Budista con sede en China y forma parte de la Conferencia Consultiva Política del Pueblo Chino.
El 14 de septiembre de 2010 el canciller de Singapur George Yeo fue el primer dignatario extranjero en reunirse con el Panchen Lama.